# 東京歯科大学歯科衛生士専門学校
東京歯科大学歯科衛生士専門学校（とうきょうしかだいがくしかえいせいしせんもんがっこう、英語表記：Tokyo Dental College School of Dental Hygiene）とは、千葉県千葉市美浜区にあった私立専修学校（専門学校）。

## 概要
- 1949年開校。歯科衛生士養成に特化した教育を行っていた。2017年4月の開校を目指していた東京歯科大学短期大学の設置が、2016年8月31日付で文部科学省から認可されたことで、本専門学校の廃止が決定されたため[1]、翌年度以降の学生募集は停止され[2]、その後2019年7月に正式に廃止が認可された[3]。なお、東京歯科大学短期大学は東京都千代田区にある東京歯科大学水道橋キャンパス内に設置された。